# Anthony Albanese
Anthony Norman Albanese (2. března 1963 Darlinghurst) je australský politik, premiér Austrálie, od roku 1996 poslanec australského parlamentu a od roku 2019 vůdce Australské strany práce (ALP).
V parlamentních volbách v květnu 2022 strana pod jeho vedením porazila Liberální stranu Austrálie dosavadního premiéra Scotta Morrisona, který porážku uznal a poblahopřál Albanesemu k vítězství.
Hlásí se k irskému a italskému původu a označuje se za matrikového katolíka. Je prvním australským premiérem italského původu, jeho příjmení odkazuje ke komunitě albánských přistěhovalců v Apulii. Vystudoval ekonomii na Sydneyské univerzitě. Zastával funkce ministra dopravy a místního rozvoje, od června do září 2013 byl zástupcem premiéra Kevina Rudda. Patří k levicovému křídlu labouristů a je stoupencem přeměny Austrálie na republiku. Podporuje právo na potrat (interrupci) i eutanazii a zvýšení minimální mzdy, odmítá diskriminaci homosexuálů a původních obyvatel Austrálie (Austrálců). Za svoji prioritu v čele vlády označil dosažení uhlíkové neutrality. V listopadu 2022 podpořil při setkání s americkými představiteli zakladatele serveru WikiLeaks Juliana Assange a v Londýně v květnu 2023 v rozhovoru s americkou televizí ABC vyjádřil nad jeho pokračujícím zadržováním své zklamání, stejně tak jako obavy o jeho duševní zdraví.
S manželkou Carmel Tebbuttovou se v roce 2019 rozvedl a žije s ekonomkou Jodie Haydonovou. Je prvním rozvedeným australským premiérem v historii.